# Guerville (Senna Marittima)
Guerville è un comune francese di 462 abitanti situato nel dipartimento della Senna Marittima nella regione della Normandia.

## Società

### Evoluzione demografica
Abitanti censiti